# Lanesborough (ort i Irland)
Lanesborough (iriska: Béal Átha Liag) är en ort i republiken Irland.   Den ligger i grevskapet An Longfort och provinsen Leinster, i den centrala delen av landet, 120 km väster om huvudstaden Dublin. Lanesborough ligger 53 meter över havet och antalet invånare är 1 377.
Terrängen runt Lanesborough är huvudsakligen platt, men åt nordväst är den kuperad. Runt Lanesborough är det ganska glesbefolkat, med 24 invånare per kvadratkilometer. Närmaste större samhälle är Roscommon, 13,7 km väster om Lanesborough. Trakten runt Lanesborough består i huvudsak av gräsmarker.